# Almenara (Madrid)
Almenara és un barri del districte de Tetuán (Madrid). Limita al nord amb el barri de La Paz (Fuencarral-El Pardo), a l'est amb Castilla (Chamartín), al nord-oest amb el barri de El Pilar i al sud amb Castillejos i Valdeacederas. Està delimitat al nord pel carrer de Sinesio Delgado, a l'est pel Passeig de la Castellana, a l'oest pel carrer de Pinos Alta i al sud pel carrer de Bravo Murillo. Dins el seu territori hi ha el Parc de la Ventilla.